# Флавия Юлия Констанция
Фла́вия Ю́лия Конста́нция (лат. Flavia Iulia Constantia; после 293 — 330) — дочь римского императора Констанция I Хлора и его второй жены Флавии Максимианы Феодоры.
В 313 году старший единокровный брат Констанции Константин I Великий выдал её замуж за восточного императора Лициния во время их встречи в Медиолане (совр. Милан). В 315 году она родила сына — Валерия Лициниана.
Когда началась война Константина с Лицинием, Констанция оставалась на стороне мужа. В 324 году между ними началась новая война, завершившаяся поражением Лициния. Констанция просила Константина сохранить жизнь мужу. Константин согласился, но обязал Лициния жить как частное лицо в Фессалониках, но на следующий год тот был казнён. Вторым ударом для Констанции стала казнь её сына Валерия Лициниана.
В последующие годы Констанция жила с осуждением своего брата, получила титул «Благороднейшая женщина» (лат. Nobilissima Femina). Она придерживалась христианства и в 325 году поддержала сторону ариан на Первом Вселенском соборе.
В 328 году императором Константином, исполнившим предсмертную просьбу своей сестры Констанции, из ссылки были возвращены Евсевий, Арий и другие ариане.
В честь Констанции назван город Констанца (расположен на территории современной Румынии).